# ابوالقاسم عابدین‌پور
ابوالقاسم عابدین‌پور (زادهٔ ۱۳۴۰ در تربت حیدریه) نمایندهٔ حوزه انتخابیه تربت حیدریه در دورهٔ ششم مجلس شورای اسلامی بوده‌است.